# Dilkea nitens
Dilkea nitens je biljka iz porodice Passifloraceae, roda Dilkea. Status donedavno nije bio nije sasvim riješen Nema sinonima. a danas je prihvaćeno znanstveno ime. Nije izvjesno je li u podrodu Dilkea ili Epkia ili je neki treći.
Raste u Peruu (od Loreta do Maynasa, Pena Negra, 25 km JZ od Iquitosa). Tipske primjerke prikupio je američki botaničar Thomas B. Croat.
Nije svrstana u IUCN-ov popis ugroženih vrsta.

## Vanjske poveznice
- Dilkea na Germplasm Resources Information Network (GRIN)  Arhivirana inačica izvorne stranice od 5. svibnja 2009. (Wayback Machine), SAD-ov odjel za poljodjelstvo, služba za poljodjelska istraživanja.